# Барбоаса (Бакау)
Барбоаса (рум. Bărboasa) насеље је у Румунији у округу Бакау у општини Ончешти. Oпштина се налази на надморској висини од 192 m.

## Становништво
Према подацима из 2002. године у насељу је живело 204 становника, од којих су сви румунске националности.